# Auxerre Lugoj
Clubul Sportiv Auxerre Lugoj, cunoscut sub numele de Auxerre Lugoj, a fost un club românesc de fotbal din municipiul Lugoj, județul Timiș, fondat în anul 2002 și desființat în 2009.

## Istoric
Clubul a fost înființat în 2002 la Orșova, județul Mehedinți, ca Auxerre Trans Orșova și a promovat în Divizia C la sfârșitul sezonului 2003–04 câștigând Divizia D – Mehedinți.
După promovare, clubul a fost mutat la Lugoj și, după ce a terminat pe locul 6 în Seria a VI-a în sezonul 2004–05, Auxerre, antrenată de Cosmin Petruescu, a promovat în divizia secundă terminând pe locul 1 în seria a VII-a la sfârșitul sezonului 2005–06 a a diviziei a treia.

## Palmares
Liga a III-a
- Câștigătoare (1): 2005-06

Liga a IV-a Mehedinți
- Câștigătoare (1): 2003–04

## Foști jucători
- Silviu Burcoiu
- Cristian Melinte
- Marius Magiaru
- Radu Avadenei
- Alin Carlaont
- Sorin Mîcșa
- Ramon Anghel
- Eugen Miculescu
- Bogdan Nicolescu
- Andrei Călușeru
- Bogdan Nicolescu
- Alin Luca
- Constantin Roșca
- Mihai Pintilii
- Valentin Manzur
- Eduard Scărlat
- Darius Rogozoianu
- Dan Țărălungă
- Mihai Dobre
- Bogdan Petre
- Miroslav Nicolin
- Raul Ciorega
- Ionuț Neagu
- Laurențiu Costescu
- Gheorghe Marc
- Claudiu Oaidă
- Remus Bărbulescu
- Cristian Pușcaș
- Emil Attila Szolomajer
- Valeriu Ioan Mieilă
- Alin Șeroni